# الحمراء (لودر)

تعديل مصدري - تعديل

الحمراء هي إحدى قرى عزلة زارة بمديرية لودر التابعة لمحافظة أبين، بلغ تعداد سكانها 284 نسمة حسب تعداد اليمن لعام 2004.